# Крюкова (Курганская область)
Крюкова — упразднённая деревня в Шадринском районе Курганской области. Входила в состав Неонилинского сельсовета. Исключена из учётных данных в 2007 году.

## География
Располагалась на левом берегу реки Ичкина, в 8,5 км к юго-востоку от центра сельского поселения села Неонилинское.

## История
До 1917 года в составе Кондинской волости Шадринского уезда Пермской губернии. По данным на 1926 год состояла из 29 хозяйств. В административном отношении входила в состав Титовского сельсовета Мехонского района Шадринского округа Уральской области.

## Население
По данным переписи 1926 года в деревне проживало 175 человек (79 мужчин и 96 женщин), в том числе: русские составляли 100 % населения.
Согласно результатам Всероссийской переписи населения 2002 года население деревни составляло 18 человек, в национальной структуре населения русские составляли 61 %, татары — 39 %.